# Issame Charaï
Issame Charaï (Merksem, 11 mei 1982) is een Belgisch-Marokkaanse voormalige voetballer die bij voorkeur als aanvaller speelde. Sinds het einde van zijn carrière als speler is Charai werkzaam als trainer, na het behalen van het UEFA A-diploma. Met Jong Marokko won hij in 2023 de Afrika Cup -23.

## Spelerscarrière
Charai begon zijn carrière bij Berchem Sport, maar zijn eerste profcontract tekende hij bij Lierse. Daar mocht hij in anderhalf jaar amper vijf keer starten, waarin hij geen doelpunten maakte. In de winterstop van het seizoen 2005-2006 ging hij naar Geel. Toen zijn trainer daar, Peter Maes, naar KV Mechelen vertrok, ging Charai (samen met enkele andere spelers) mee. Dat had meteen resultaat: Charai maakte het enige doelpunt in de bekerwedstrijd tegen GBA (in een bekercampagne die KV naar de kwartfinales leidde) en KV Mechelen promoveerde naar de eerste klasse. Door het aantrekken van Aloys Nong kreeg Charaï echter nauwelijks speelkansen en na één seizoen in de eerste klasse vertrok hij naar het net gedegradeerde Sint-Truiden. Na een passage bij KVK Tienen tekende Charai eind juli 2011 een contract bij toenmalig derdeklasser Verbroedering Geel-Meerhout.

## Statistieken
| seizoen | club                        | land   | competitie     | wed. | dlp. |
| ------- | --------------------------- | ------ | -------------- | ---- | ---- |
| 2000/01 | Berchem Sport               | België | Vierde Klasse  | 12   | 6    |
| 2001/02 | Berchem Sport               | België | Derde Klasse   | 7    | 1    |
| 2002/03 | Berchem Sport               | België | Derde Klasse   | 20   | 3    |
| 2003/04 | Lierse SK                   | België | Jupiler League | 0    | 0    |
| 2004/05 | Lierse SK                   | België | Jupiler League | 10   | 1    |
| 2005/06 | Lierse SK                   | België | Jupiler League | 6    | 1    |
| 2005/06 | KFC Verbroedering Geel      | België | Tweede Klasse  | 18   | 9    |
| 2006/07 | KV Mechelen                 | België | Tweede Klasse  | 28   | 17   |
| 2007/08 | KV Mechelen                 | België | Jupiler League | 20   | 2    |
| 2008/09 | STVV                        | België | Exqi League    | 14   | 2    |
| 2009/10 | STVV                        | België | Jupiler League | 16   | 1    |
| 2009/10 | STVV                        | België | Play-Off I     | 2    | 0    |
| 2010/11 | KVK Tienen                  | België | Exqi League    | 25   | 4    |
| 2011/12 | Verbroedering Geel-Meerhout | België | Derde klasse A | 18   | 2    |
|         |                             |        | Totaal         | 196  | 49   |

## Trainerscarrière

### Assistent onder Brys
Na zijn spelersloopbaan in 2012 werd hij onmiddellijk hulptrainer bij Al-Faisaly FC, waar Marc Brys op dat moment trainer werd. Charaï en Brys werkten eerder samen bij Berchem Sport. Na hun gezamenlijke passage bij Al-Faisaly kon Charaï ook bij de volgende Saoedische club van Brys, Al-Raed, aan de slag. Charaï koos er echter voor om in België te blijven. Hij stampte er een verhuisfirma uit de grond en begon aan een versnelde trainerscursus voor ex-profvoetballers.
In het seizoen 2016/17 gingen Brys en Charaï weer samenwerken: toen eerstgenoemde aan de slag ging KFCO Beerschot Wilrijk, nam hij Charaï mee aan boord. In hun debuutseizoen behaalden ze de titel in Eerste klasse amateurs. Nog voor het behalen van de titel werd hun contract verlengd voor het volgende seizoen. In het eerste seizoen in Eerste klasse B sleepte Beerschot Wilrijk de eerste periodetitel in de wacht, waardoor de club meteen zeker was van een plaats in de promotiefinale. Daarin was Cercle Brugge over twee wedstrijden te sterk. 
Toen Brys in 2018 overstapte naar Sint-Truidense VV, volgde Charaï hem naar Stayen. Ook keeperstrainer Bram Verbist en fysiektrainer Bart Van Lancker maakten mee de overstap. In november 2019 werden ze er samen ontslagen. Toen Brys in juni 2020 werd aangesteld als trainer van Oud-Heverlee Leuven, nam hij Charaï, Verbist en Van Lancker mee.

### Marokko –23
In november 2022 sloeg Charaï na een jarenlange samenwerking met Brys zijn vleugels uit: de Antwerpenaar werd bondscoach van Marokko –23. In juli 2023 leidde Charaï zijn team naar de eindzege van de Afrika Cup –23, waardoor de jonge Marokkanen zich plaatsten voor de Olympische Zomerspelen 2024 in Parijs. In de Marokkaanse selectie zaten zes jongens die net als Charaï in België werden geboren: Benjamin Bouchouari, Mehdi Boukamir, Bilal El Khannous, Zakaria El Ouahdi, Elias Mago en Ibrahim Salah.
Op 29 februari 2024, een klein halfjaar voor de Olympische Spelen, werd Charaï ontslagen door de Marokkaanse voetbalbond.

### Racing Strasbourg
Na zijn ontslag bij de Marokkaanse beloften kreeg Charaï verschillende aanbiedingen om hoofdtrainer te worden, zowel van Belgische clubs (SK Beveren, Lierse SK) als van buitenlandse clubs (vooral Afrika en Midden-Oosten). In de zomer van 2024 ging hij weliswaar aan de slag als assistent-traner bij de Franse eersteklasser Racing Strasbourg. Charaï zou er normaal de assistent van hoofdtrainer Patrick Vieira worden, maar aan de samenwerking tussen Strasbourg en Vieira kwam midden juli verrassend een einde. Charaï diende daarop een paar maanden onder diens opvolger Liam Rosenior, maar bij gebrek aan match tussen Charaï en Rosenior trok de Antwerpenaar in oktober 2024 de deur achter zich dicht bij Strasbourg.

### Rangers FC
In december 2024 sprak Charaï na het ontslag van Freyr Alexandersson met KV Kortrijk, maar de club koos uiteindelijk voor Yves Vanderhaeghe. Eind januari 2025 tekende de Antwerpenaar bij Rangers FC, waar Philippe Clement op dat moment nog hoofdtrainer was. Charaï kwam op voorspraak van Clement, die na het vertrek van Andries Ulderink een nieuwe assistent nodig had. Met Hamza Igamane kwam hij er een oude bekende tegen waarmee hij in 2023 de Afrika Cup –23 won.
Na het ontslag van Clement in februari 2025 bleef Charaï ook dienen onder diens vervanger Barry Ferguson. Na de aanstelling van Russell Martin als hoofdtrainer in juni 2025 nam Charaï evenwel in onderling overleg afscheid van de club.

### KVC Westerlo
Op 17 juni 2025 kondigde KVC Westerlo aan dat Charaï de nieuwe hoofdtrainer van de club was. Charaï werd er de opvolger van Timmy Simons, wiens vertrek een dag daarvoor officieel werd aangekondigd.
1 Bolat ·
2 Ortakaya ·
3 Haidara ·
4 Fixelles ·
5 Bos ·
7 Sayyadmanesh ·
9 Frigan ·
10 Devine ·
11 Gümüşkaya ·
13 Sakamoto ·
15 Sydorchuk ·
17 Smekens ·
18 Yow ·
19 Slimani ·
20 Gillekens ·
22 Reynolds ·
23 Seigers ·
25 Rommens ·
30 Van Langendonck ·
32 Jordanov ·
33 Neustädter ·
34 Haspolat ·
36 Youlley ·
39 Van den Keybus ·
40 Bayram ·
44 Vušković ·
46 Piedfort ·
47 Mebude ·
49 Placias ·
60 De Boeck ·
77 Alcócer ·
99 Jungdal ·
Coach: Simons